# Москоу-Міллс (Міссурі)
Москоу-Міллс (англ. Moscow Mills) — місто (англ. city) в США, в окрузі Лінкольн штату Міссурі. Населення — 3317 осіб (2020).

## Географія
Москоу-Міллс розташований за координатами 38°56′24″ пн. ш. 90°55′30″ зх. д. / 38.94000° пн. ш. 90.92500° зх. д. (38.939951, -90.925089).  За даними Бюро перепису населення США в 2010 році місто мало площу 8,13 км², з яких 8,09 км² — суходіл та 0,04 км² — водойми.

## Демографія
Згідно з переписом 2010 року, у місті мешкало 2509 осіб у 873 домогосподарствах у складі 641 родини. Густота населення становила 309 осіб/км².  Було 979 помешкань (120/км²).
Расовий склад населення:
| - 91,6 % — білих - 3,7 % — чорних або афроамериканців - 0,4 % — азіатів - 0,1 % — корінних американців |

До двох чи більше рас належало 3,1 %. Частка іспаномовних становила 2,0 % від усіх жителів.
За віковим діапазоном населення розподілялося таким чином: 32,4 % — особи молодші 18 років, 58,7 % — особи у віці 18—64 років, 8,9 % — особи у віці 65 років та старші. Медіана віку мешканця становила 30,7 року. На 100 осіб жіночої статі у місті припадало 93,3 чоловіків;  на 100 жінок у віці від 18 років та старших — 87,4 чоловіків також старших 18 років.
Середній дохід на одне домашнє господарство  становив 47 515 доларів США (медіана — 38 750), а середній дохід на одну сім'ю — 50 056 доларів (медіана — 38 831). Медіана доходів становила 42 847 доларів для чоловіків та 28 000 доларів для жінок. За межею бідності перебувало 20,9 % осіб, у тому числі 27,2 % дітей у віці до 18 років та 3,7 % осіб у віці 65 років та старших.
Цивільне працевлаштоване населення становило 949 осіб. Основні галузі зайнятості: виробництво — 29,6 %, освіта, охорона здоров'я та соціальна допомога — 20,1 %, роздрібна торгівля — 14,9 %.